# Vokounka (jeskyně)
Vokounka je jeskyně nacházející se v Křtinském údolí v Moravském krasu asi 600 metrů od obce Křtiny. Jedná se o propasťovitou jeskyni.

## Historie
Svůj název získala jeskyně na základě pověsti. Podle ní místní lidé roku 1645 shodili do prohlubně v jeskyni olomučanského občana Vavřince Vokouna. Ten údajně dopomohl švédským vojskům k dobytí nedalekého Nového hradu.
Postupem času se z jeskyně stalo archeologické naleziště a nyní[kdy?] je Vokounka nepřístupná.